# White Craig
White Craig är en kulle i Storbritannien.   Den ligger i kommunen South Lanarkshire och riksdelen Skottland, i den centrala delen av landet, 500 km norr om huvudstaden London. Toppen på White Craig är 434 meter över havet.
Terrängen runt White Craig är platt åt sydväst, men åt nordost är den kuperad.Runt White Craig är det ganska glesbefolkat, med 22 invånare per kvadratkilometer. Närmaste större samhälle är Livingston, 15,1 km norr om White Craig. Trakten runt White Craig består i huvudsak av gräsmarker.